# Jorge el Hagiorita
Jorge el Hagiorita, Jorge de Athos, Giorgi Mtats'mindeli o Giorgi Atoneli (en georgiano, გიორგი მთაწმინდელი, გიორგი ათონელი; 1009-27 de junio de 1065) fue un monje georgiano, calígrafo, escritor religioso y traductor, que encabezó las actividades de las comunidades monásticas georgianas en el Imperio bizantino. Sus epítetos Mtats'mindeli y Atoneli, que significan "de la Montaña Santa" (Hagiorita) y "de Athos" (Atónita), respectivamente, son una referencia a su asociación con el monasterio de Iviron<nowiki/ >en el Monte Athos, donde sirvió como higúmeno.
Jorge fue uno de los religiosos cristianos más influyentes de la Georgia medieval y actuó como árbitro y facilitador del compromiso cultural entre su país natal y el Imperio bizantino. También tradujo profusamente a los Padres de la Iglesia, los Salmos, hizo trabajos de exégesis y sinasario del griego, que no habían existido anteriormente en georgiano, revisó algunos otros documentos y mejoró las traducciones de uno de sus predecesores, Eutimio de Athos, a quien (y también a Juan de Athos) Jorge dedicó la mayoría de su trabajo original importante Vidas de Juan y Eutimio. Asimismo fue activo en Georgia, ayudó a regular el Derecho canónico local y trajo a sus jóvenes compatriotas para que se educaran en Athos. Su defensa de la autocefalía de la Iglesia Ortodoxa Georgiana fue cuestionada por el Patriarca de Antioquía, lo que le convirtió en uno de los santos más venerados en Georgia. Con prominente presencia durante el Cisma de Oriente, entre la Cristiandad Occidental y la Oriental, fue de los pocos religiosos orientales que defendió a sus hermanos de Occidente separados.

## Biografía
Jorge nació en Trialeti, provincia del sur de Georgia, en el seno de la familia aristocrática de Jacob, en otro tiempo enviado por el rey Bagrat III de Georgia a Irán junto con su mujer Mariam. A los siete años de edad va a un monasterio local en Tadzrisi para comenzar su educación, y después de tres años se traslada a otro monasterio en Khakhuli. En torno al año 1022, Jorge fue enviado a Constantinopla, donde se especializó en griego, gracias a lo cual obtuvo un conocimiento profundo sobre la teología bizantina. Tras regresar a Georgia en 1034, recibió la tonsura monástica en Khakhuli. Entonces peregrinó a Jerusalén y posteriormente pasó algún tiempo como discípulo de otro monje georgiano, Jorge el Recluido, en la Montaña Negra cerca de Antioquía. En 1040, Jorge se establece en el monasterio de Iviron (literalmente, "de los georgianos") situado en el Monte Athos, Grecia. Cuatro años más tarde, a la muerte del higúmeno Esteban, Jorge se consagró como su sucesor. Reorganizó y reformó el claustro de Iviron, convirtiéndolo en el centro vibrante de la cultura georgiana ortodoxa.
En algún momento entre 1052 y 1057, Jorge deja a Jorge de Oltisi al cargo del monasterio de Iviron y se marcha a Antioquía para presentarse ante el Patriarca y defender a sus hermanos, acusados de herejía por un grupo de clérigos griegos. La disputa evoluciona con rapidez hacia la legalidad de la autocefalía de la Iglesia Ortodoxa Georgiana, la cual había operado bajo la tutela de Antioquía, pero que desde el siglo VI comenzaba a independizarse de manera paulatina. Para defender la autocefalía georgiana, Jorge se refirió a la misión que llevó a San Andrés hasta la antigua Cólquida e Iberia, versión que aparece en la tradición eclesiástica medieval georgiana. A principios del siglo XI, el catholicós Melquisedec I (1012-1030) asume el título adicional de patriarca, pero Antioquía se muestra reacia a la hora de reconocer el movimiento a un territorio en Georgia al cual ninguno de los Doce Apóstoles había peregrinado. Finalmente, Jorge persuadió a Teodosio III de Antioquía para que le otorgara la confirmación del estado autocefálico a la iglesia georgiana. Esto ocurrió en el mismo momento en que el gobierno bizantino abandona sus esfuerzos para obligar a Georgia a someterse, y finalmente se reconcilia con el rey georgiano Bagrat IV.
En la polaridad gradualmente creciente de los patriarcados de Roma y Constantinopla que precedió al Cisma de Oriente y el desenlace de 1054, la posición de los religiosos georgianos, y especialmente el monasterio de Iviron, era más indulgente que los griegos (las otras notables excepciones eran los Patriarcas Pedro III de Antioquía y el metropolitano Juan III de Kiev). Jorge fue uno de los pocos clérigos en el mundo bizantino en deplorar en voz alta la bula de Miguel I Cerulario sobre sus hermanos orientales, y aseveró en 1064, en presencia del emperador bizantino Constantino X, la inerrancia de la Iglesia Romana.
A pesar de que Jorge declinó los continuos apremios de Bagrat IV para encabezar la Iglesia Georgiana, aceptó en 1057/1058 la invitación real para regresar a Georgia por un período de cinco años. Una vez allí, inició reformas en la Iglesia georgiana que contribuirían a depurar la jerarquía eclesiástica y a regular sus relaciones con la cada vez más fortalecida autoridad real. Al regresar a Grecia, Jorge visita Constantinopla y obtiene el decreto imperial para la educación de los estudiantes georgianos en Athos. Pero nunca llegó a su destino. Murió en Atenas el 29 de junio de 1065. Los monjes atónitas le dieron sepultura en el monasterio de Iviron.
Jorge el Hagiorita sería posteriormente canonizado por la Iglesia Ortodoxa Georgiana, conmemorándose anualmente cada 10 de julio.

## Legado

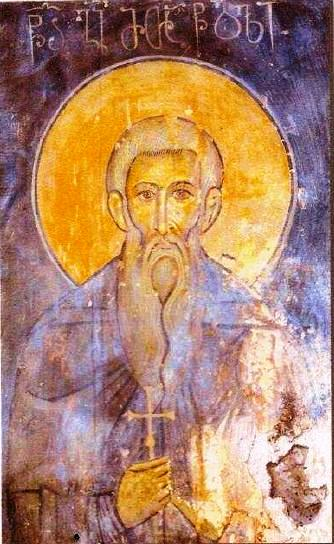
San Jorge de Athos. Fresco del con inscripciones en georgiano del monasterio de Ajtala

La influencia del legado de Jorge en Gla tradición religiosa georgiana ha sido inmensa. Trabajó en una traducción actualizada de los Evangelios y tradujo, más literalmente, escrituras de Basilio de Cesarea, Gregorio de Nyssa, Atanasio de Alejandría, Juan Damasceno, Nectario de Constantinopla, Doroteo de Tiro y otros. Sus traducciones así como sus obras originales sientan las bases para la himnografía, liturgia y hagiografía medievales georgianas. Su obra puede considerarse una continuación, y hasta cierto punto, una rectificación de la materia de Eutimio (aprox. 955-1028), y marcó el punto más alto de la tradición literaria que florecía en los centros del monasticismo georgiano.
La actividad de Jorge y sus hermanos Atónitas georgianos puso los fundamentos para los principios básicos de la práctica y vida moral de los cristianos, así como la relación entre la corte real y la iglesia más tarde promovida y oficialmente adoptada por el concilio nacional eclesiástico de Ruisi-Urbnisi, mantenido bajo la presidencia del rey David IV en 1103.
Las Vitae de Nuestros Benditos Padres Juan y Eutimio, y el Relato de sus Dignos Logros (ცხოვრება ნეტარისა მამისა ჩუენისა იოანესი და ეფთჳმესი და უწყებაჲ ღირსისა მის მოქალაქობისა მათისაჲ) [Tskhovreba net’arisa mamisa chuenisa Ioanesi da Eptŭimesi da uts’q’ebaj ghirsisa mis mokalakobisa matisaj] es la obra original más importante de Jorge, dedicada sus predecesores atónitas. En ella se combina hagiografía con propaganda religiosa y política, y registros históricos. Escrito en años posteriores a 1040, este manuscrito de unas 12,000 palabras en la colección de Athos es un historia y elogio de la comunidad de Iviron, su contribución a la literatura patrística georgiana y la defensa del monasticismo bizantino. Además de su mensaje político y teológico, la obra de Jorge es notable por su gráfica y rítmica prosa, por ejemplo, cuando describe a los monjes en el jardín o en las viñas. En 1066, un año después de su muerte, Jorge fue sujeto a una biografía similar por su discípulo Jorge el Menor, (o Jorge el Monje-Cura), fallecido en años posteriores a 1083.